# سی‌اس فارادی (۱۸۷۴)
سی‌اس فارادی (۱۸۷۴) (به انگلیسی: CS Faraday (1874)) یک کشتی بود که طول آن ۳۶۰٫۳۸ فوت (۱۰۹٫۸۴ متر) بود. این کشتی در سال ۱۸۷۴ ساخته شد.